# Baanderstempel
De Baanderstempel is een tempel van de vrijmetselaars in Sneek. Het gebouw wordt gebruikt door de loges Concordia Res Parvae Crescunt en Concordia ad Libertatem en staat bekend vanwege haar bijzondere bouw- en lichtsymboliek.
Het gebouw is gebouwd tussen 1880 en 1881 naar ontwerp van architect Schuurmans. Het gebouw werd op 16 april 1881 als tempel ingewijd en gebruikt door Concordia Res Parvae Crescunt. Het gebouw staat aan de Looxmagracht, vlak buiten de stadsgrachten van Sneek.
De binnenzijden van het pand bestonden na de originele bouw uit witte muren met semi-korinthische pilasters aan de wandzijden. Het plafond was gemaakt van matglas en kende bovenlicht. Aan de oostzijde van het pand stond een troon met gordijnen in de kleuren van de loge (paars en citroengeel). Aan de noordoostzijde stond het vaandel en in het zuidoosten werd een buste van Mozart geplaatst. Om de akoestiek van de ruimte te verbeteren werden ook aan de wanden gordijnen opgehangen.
In de jaren '20 en 30 was het gebouw in slechte staat. De gevel was afgebladderd en het dak vertoonde lekkage. In eerste instantie werd gedacht aan het bekleden van de muur aan de noordzijde met jute en het aanbrengen van een lambrisering, maar een ingrijpendere aanpak was nodig. Eind jaren '30 werd architect H.A.J. Baanders gevraagd een plan van aanpak te maken voor de restauratie van het gebouw. Baanders was zelf ook lid van de vrijmetselarij. Baanders had in 1930 de Vereniging Tempelbouw opgericht.

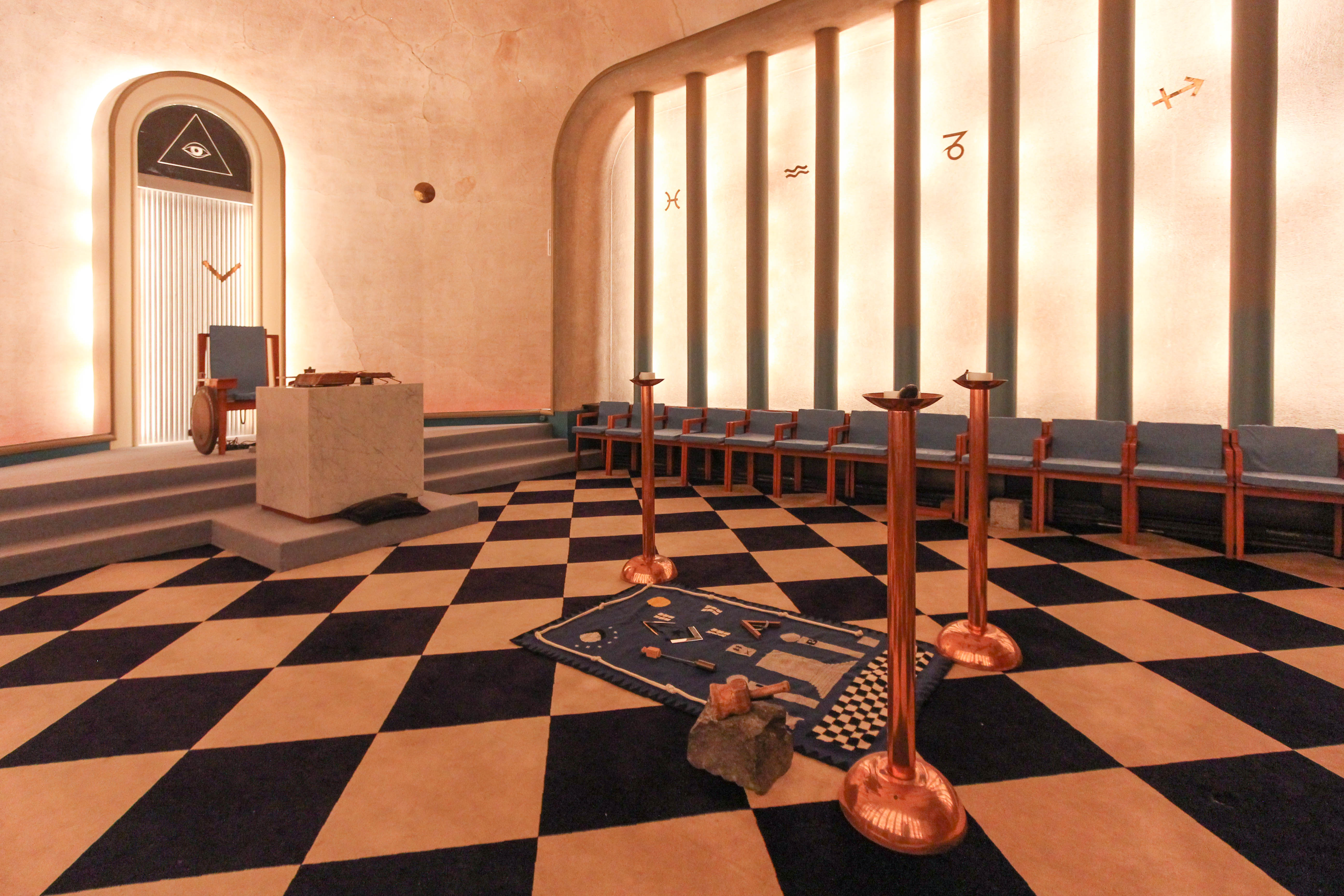
Baanderstempel Sneek

Sinds 1938 werd het gebouw verbouwd en bracht Baanders zijn ideeën tot uitvoering. Met hulp van ambachtslieden die hij uit Amsterdam had meegenomen verrees een pand dat later bekend zou komen te staan als de Parel van Sneek. Doordat Baanders dermate enthousiast was over de vormsymboliek die hij aan het pand wilde meegeven, duurde de verbouwing langer dan gepland. Hij voerde allerlei extra wijzigingen door, welke hij uit eigen zak bekostigde. Hierover hield hij een dagboek bij, dit dagboek is tegenwoordig te vinden in de Bibliotheek van Sneek. De verbouwing werd afgerond op 25 januari 1939. Het pand draagt sindsdien de naam Baanderstempel. Aan Baanders herinnert een bronzen plaquette links naast de deur van de voorhof. De plaquette is een gift van de loge van Baanders, Concordia Vincit Animos en gemaakt door Nina Baanders-Kessler.
Na het uitbreken van de Tweede Wereldoorlog, ruim een jaar na het einde van de verbouwing van het pand, begonnen de nazi's met het liquideren van alle loges in Nederland. Tot driemaal toe spaarden zij echter het interieur van de Baanderstempel, vanwege haar grote schoonheid. De tempel kwam later alsnog in handen van de NSB en de Jeugdstorm, die het interieur, de lichtschachten en de kolommen vernielden. Het gewelf bleef gespaard en na de oorlog kwam bij toeval de originele Ruwe Steen van de tempel onder de vloer tevoorschijn.
In 1951 werd het gebouw formeel teruggeven aan de loge. Hierna werd het gebouw volledig gerenoveerd. Op de vloer kwam een maçonnieke zwart-wit geblokt tapijt te liggen. Dit tapijt werd kruislings op de vloer van de tempel gelegd. Ook de Voorhof kreeg een make-over.
In 1985 betrok ook loge Concordia ad Libertatem het pand. Sindsdien is het beheer van het gebouw ondergebracht in de Stichting Baanderstempel.
Vrijmetselarij · Beginselen · Geschiedenis · Symbolen · Vrijmetselaarsloge · Ordegrondwet · Obediëntie · Regulariteit en irregulariteit · Ritus · Graden · Grootmeester · Gemengde vrijmetselarij · Para-vrijmetselarij · Antivrijmetselarij · Vrijmetselarij in Nederland · Vrijmetselarij in België · Internationale vrijmetselarij
>>> Meer info op Portaal:Vrijmetselarij <<<